# Norrbärke tingslag
Norrbärke tingslag var ett tingslag i Dalarna i Kopparbergs län. 
Tingslaget upphörde 1 september 1907 då verksamheten överfördes till Västerbergslags domsagas tingslag. Området för tingslagets verksamhet var mellan 1730 och 1746 utökad.
Tingslaget hörde före 1901 till Västra domsaga och från 1902 till Västerbergslags domsaga, före 1904 kallad Söderbärke domsaga.

## Socknar
Tingslaget omfattade följande socknar: 
- Norrbärke socken

mellan 1730 och 1746 dessutom
- Söderbärke socken (hörde i övrig period till Söderbärke tingslag)
- Malingsbo socken (hörde i övrig period till Söderbärke tingslag)
- Ludvika socken (hörde i övrig period till Grangärde tingslag)
- Grangärde socken (hörde i övrig period till Grangärde tingslag)